# 百器徒然袋
《百器徒然袋》（日語：ひゃっきつれづれぶくろ），是1784年（天明4年）由鳥山石燕創作的妖怪畫集，是石燕的妖怪畫系列《畫圖百鬼夜行》、《今昔畫圖續百鬼》、《今昔百鬼拾遺》的最後一部。
這本畫圖集由上、中、下三部構成，主要描繪的是器物幻化的妖怪，即付喪神。圖像與真珠庵系的百鬼夜行絵巻中登場的妖怪類似，其風格和《徒然草》相像。每張圖畫上都添加了解說的文字，比如「……進入他的夢中」描繪的是妖怪石燕的夢，指的是石燕個人的空想幻化的妖怪。

## 收錄的作品

### 上

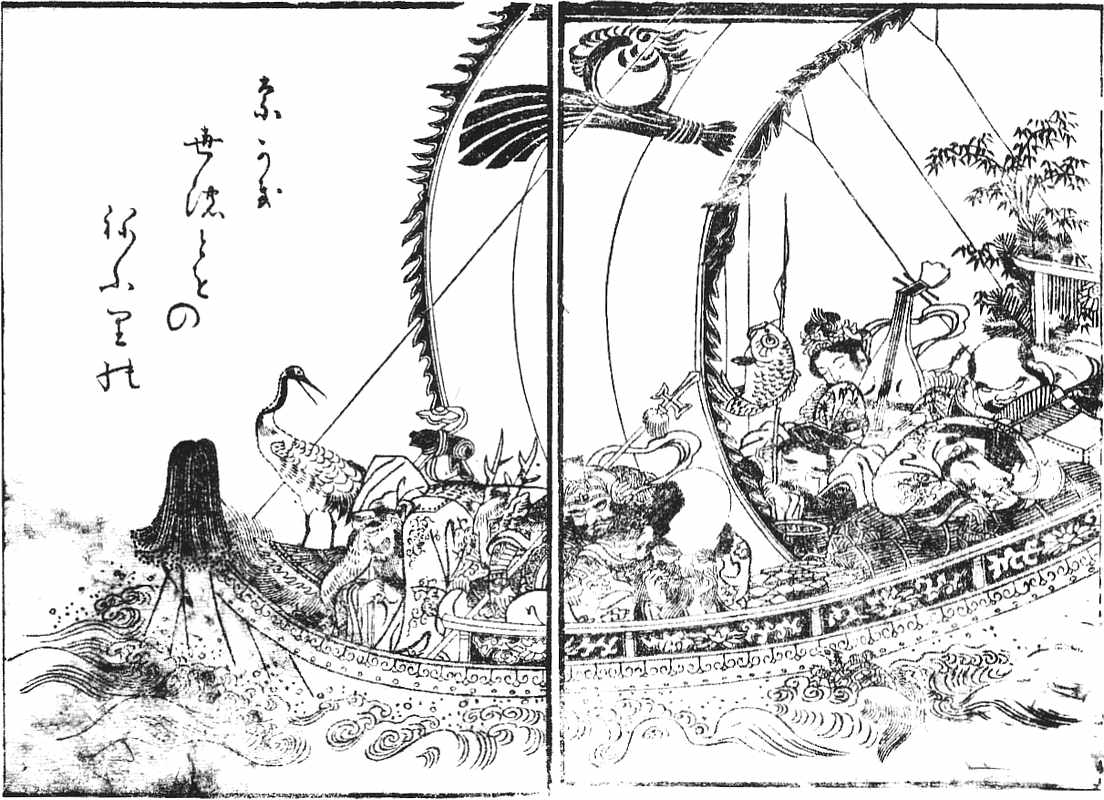
寶船 七福神的船。
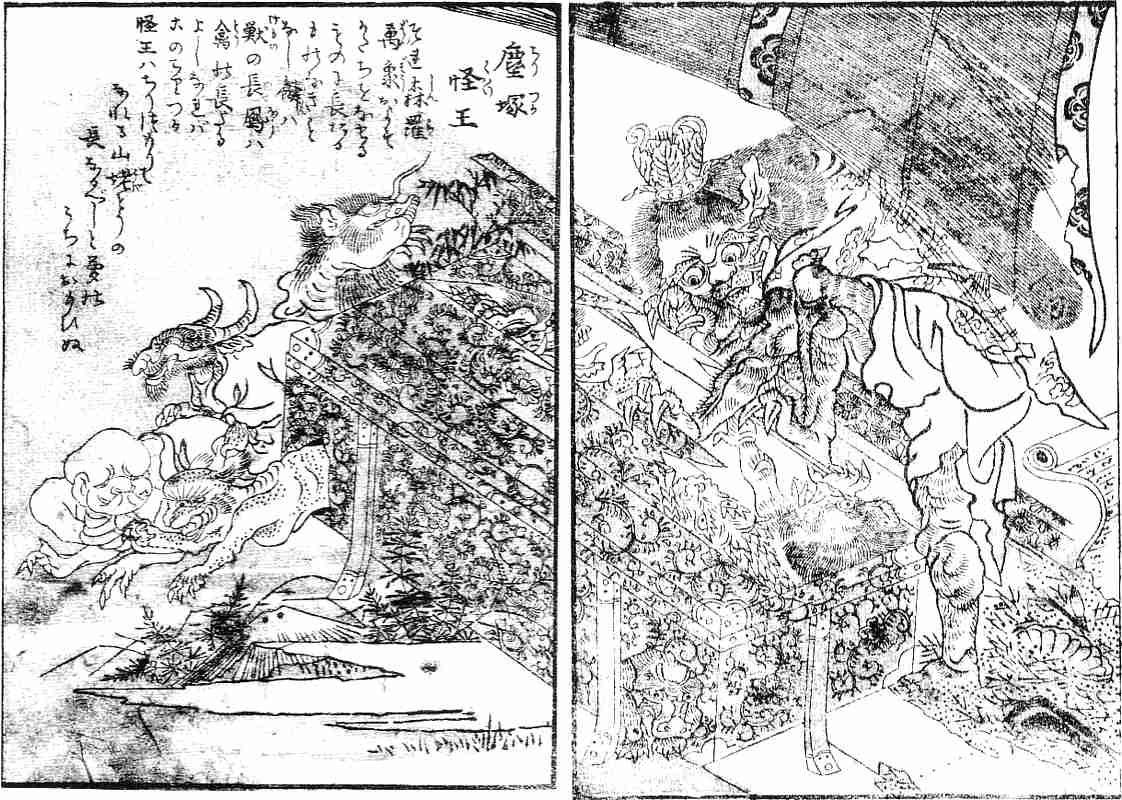
塵塚怪王 堆積的塵土幻化的付喪神的王。
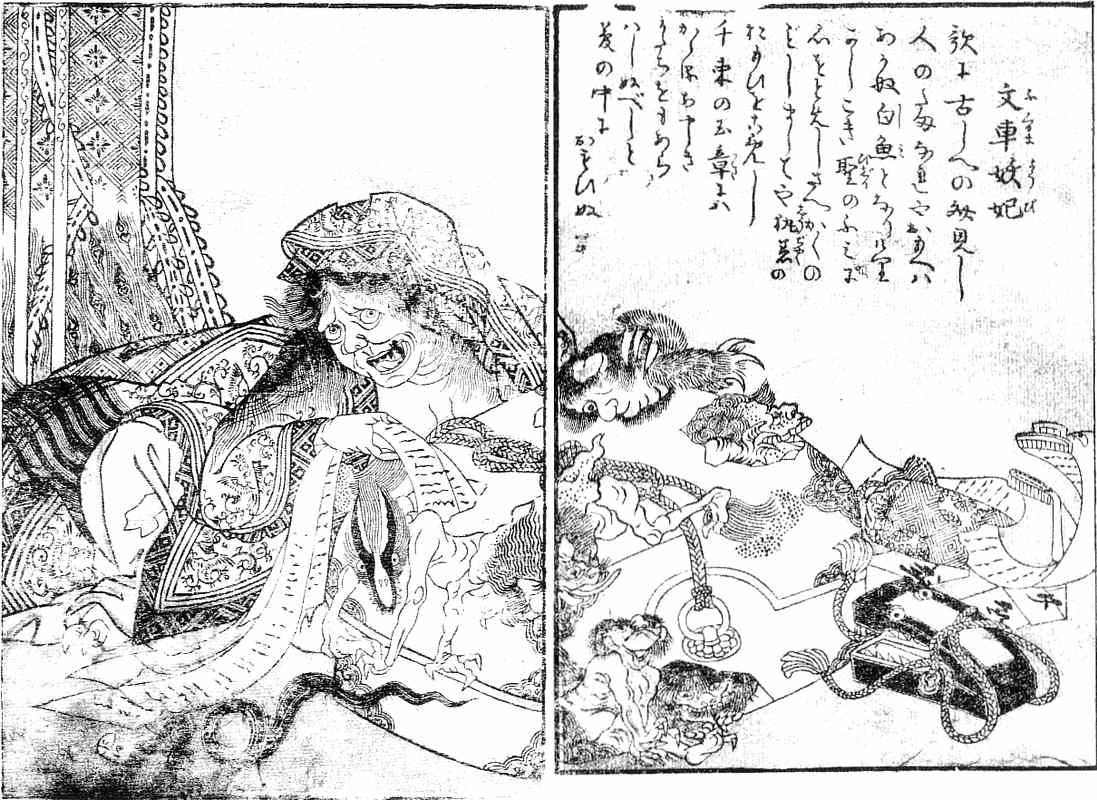
文車妖妃 原為村上天皇的寵妃，受冤於宮廷鬥爭，留下詛咒而死。
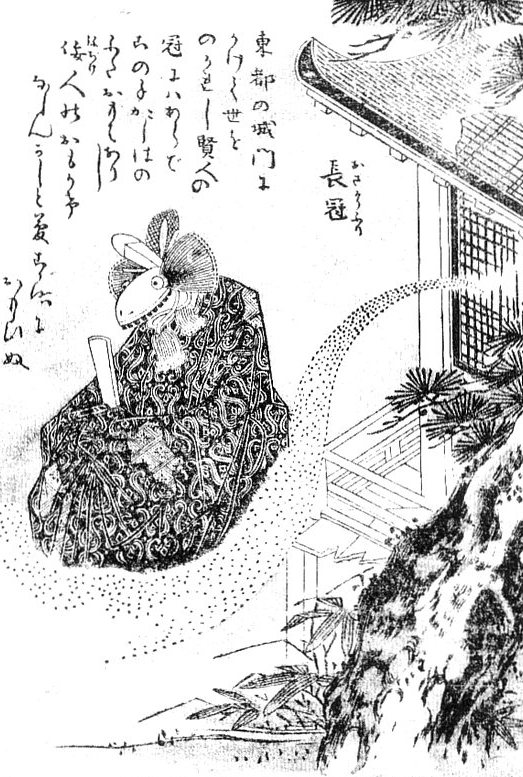
長冠 長期使用的日本的冠被魂所寄，而幻化的妖怪。
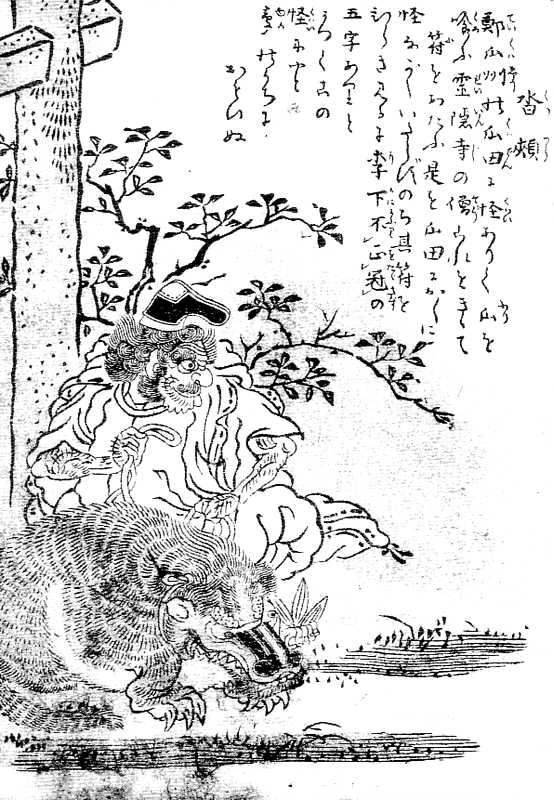
沓頬 由沓（鞋）幻化而成的動物的形態的妖怪（沓）和由帽子（冠）幻化為人形的妖怪（頬）的結合體。
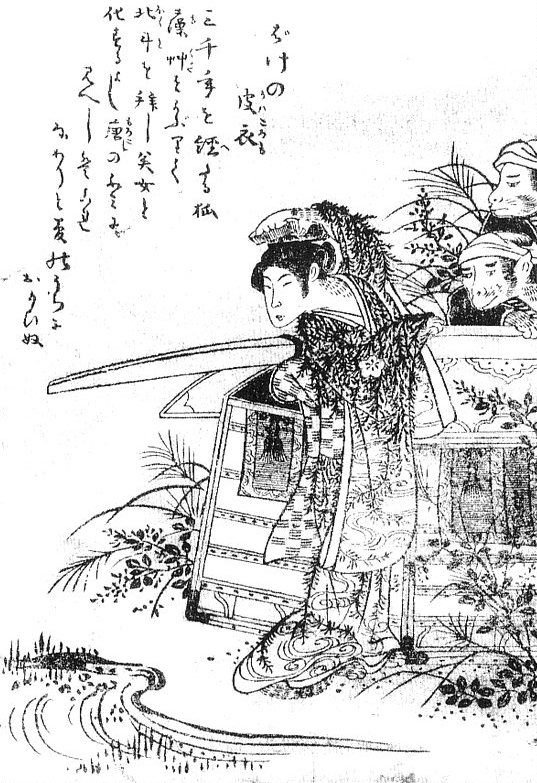
神通的皮衣 修行了三千年的狐狸幻化的美女。
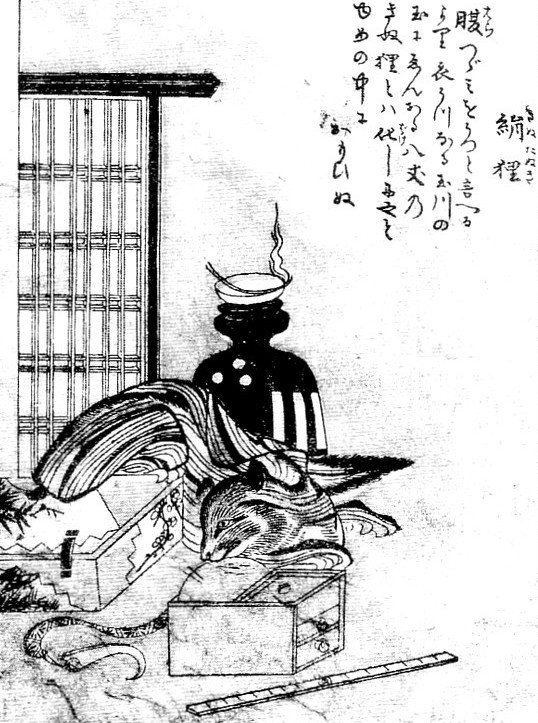
絹狸 以八丈島出產的上等絲綢料黃八丈所製的衣物纏身的狸的妖怪。
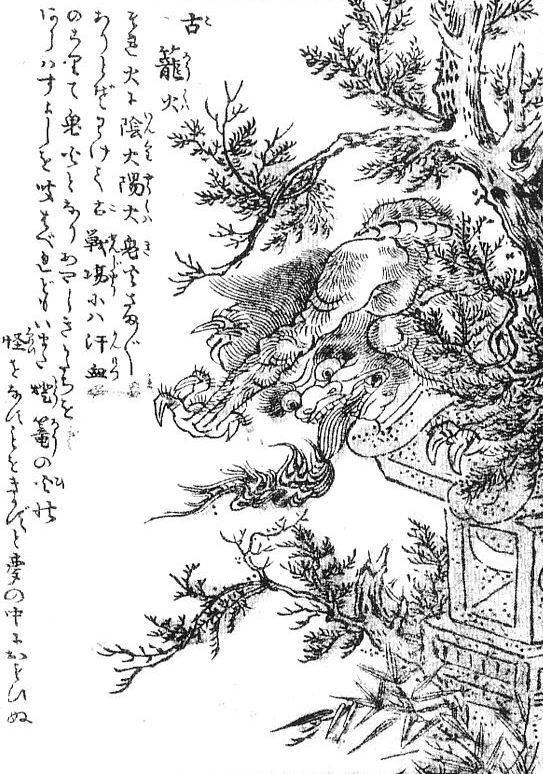
古籠火 是會自燃的石燈籠，其火為鬼火。
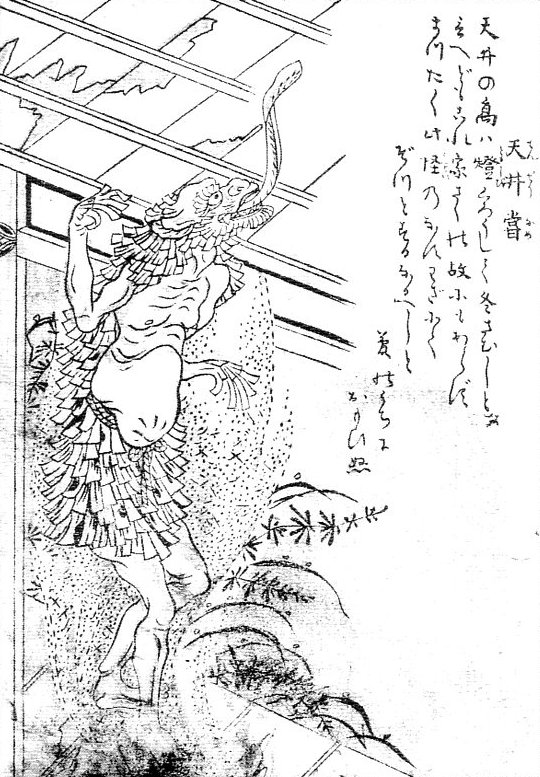
天井嘗 有著長舌，舔舐天花板上沉積的灰塵的妖怪。
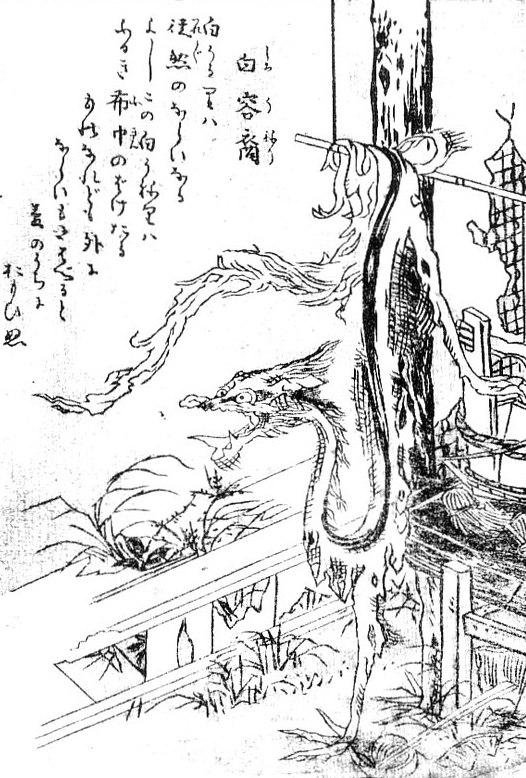
白容裔 長期使用的布巾幻化而成的妖怪。
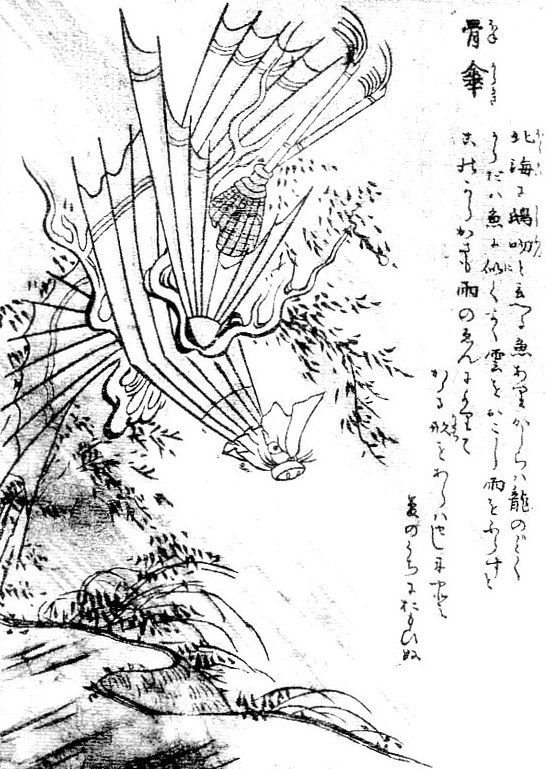
骨傘 油紙傘變化的妖怪，付喪神的一種。
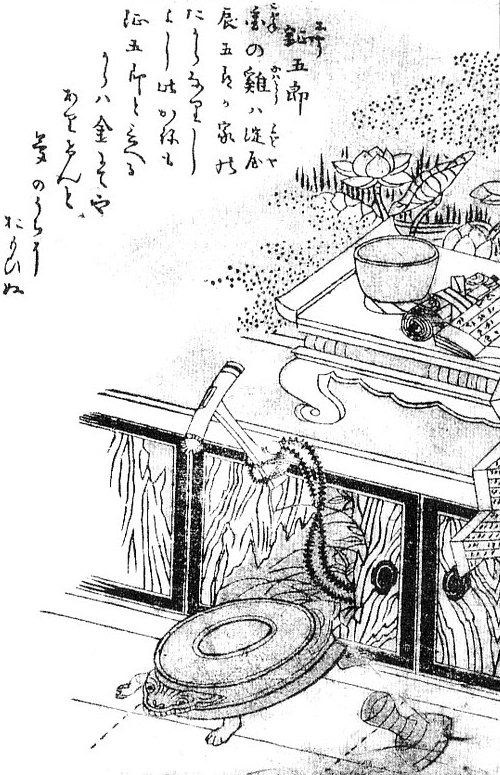
鉦五郎 鉦鼓（銅製的打擊樂器）幻化的妖怪。
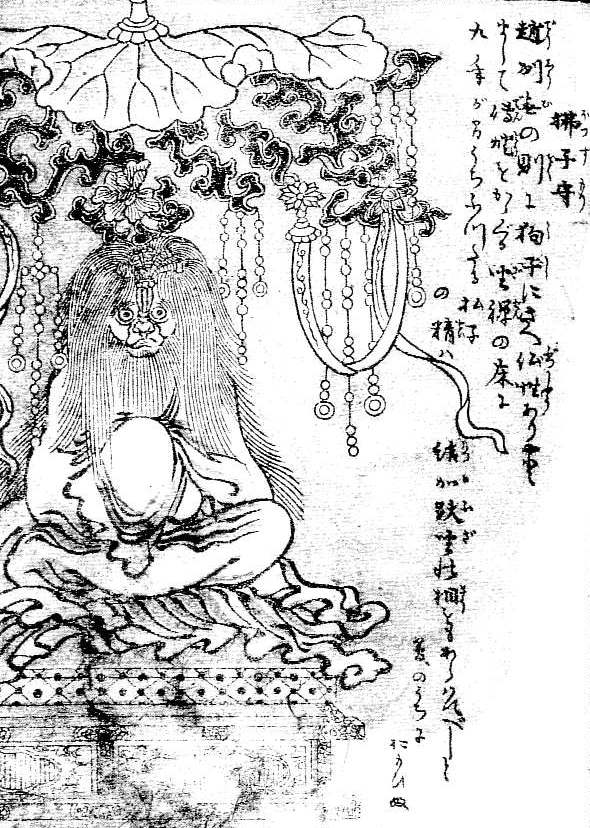
拂子守 寺廟內長期使用的拂塵幻化的妖怪。
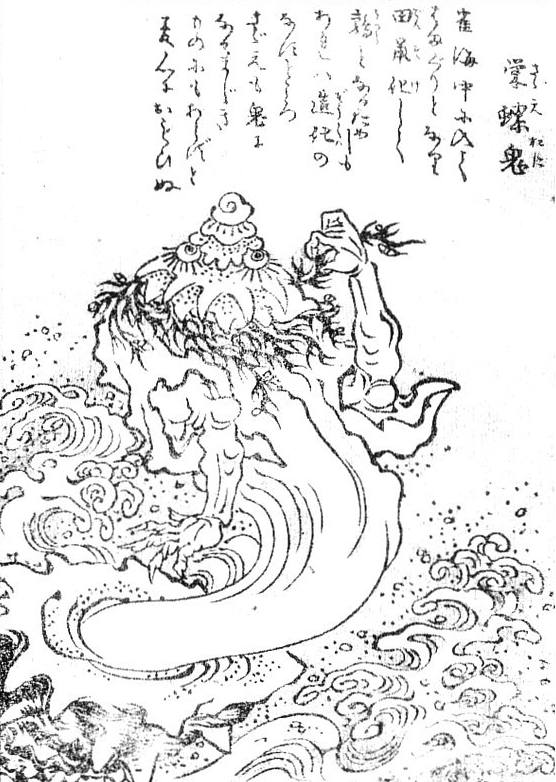
榮螺鬼 榮螺幻化的妖怪，在鬼太郎里有登场。

### 中

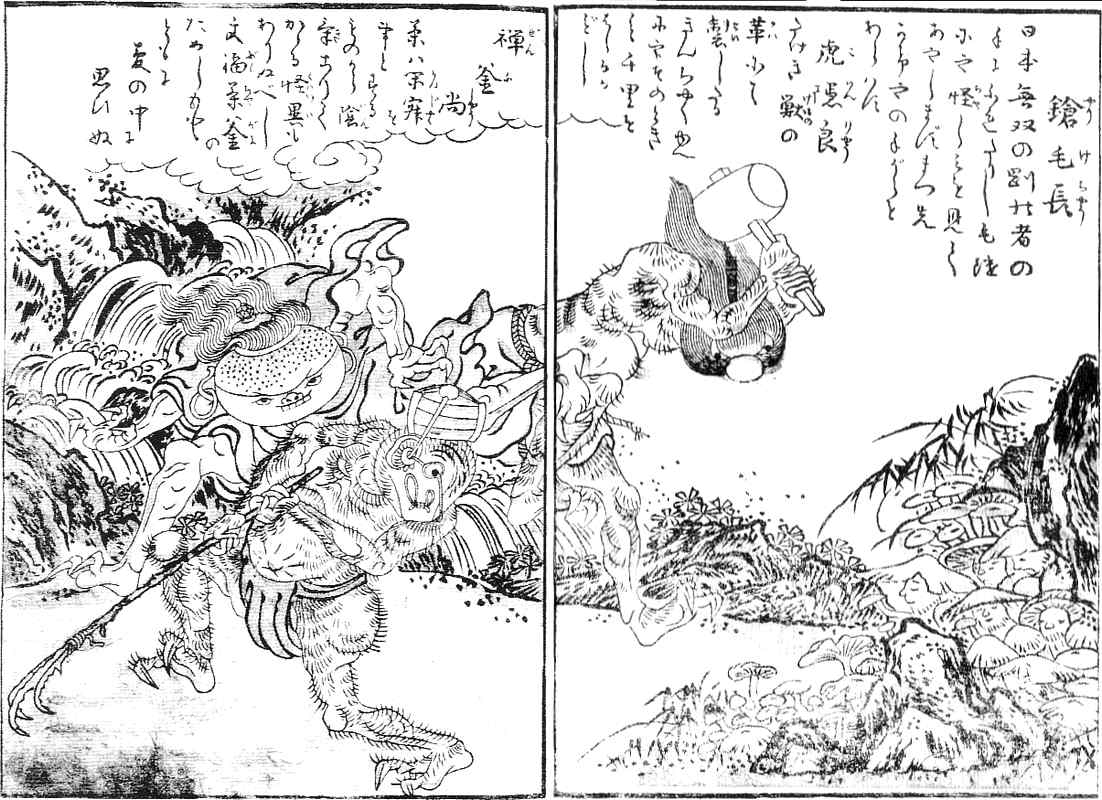
槍毛長、虎隱良、禪釜尚
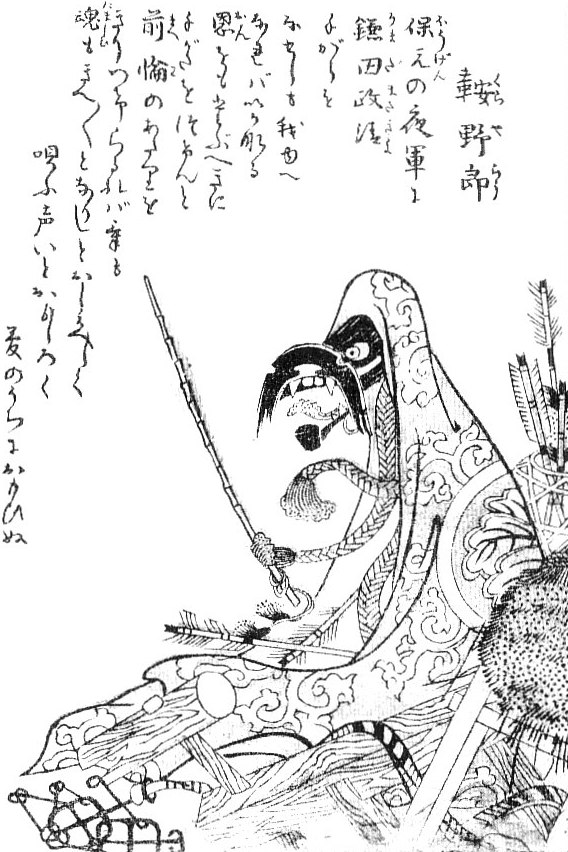
鞍野郎
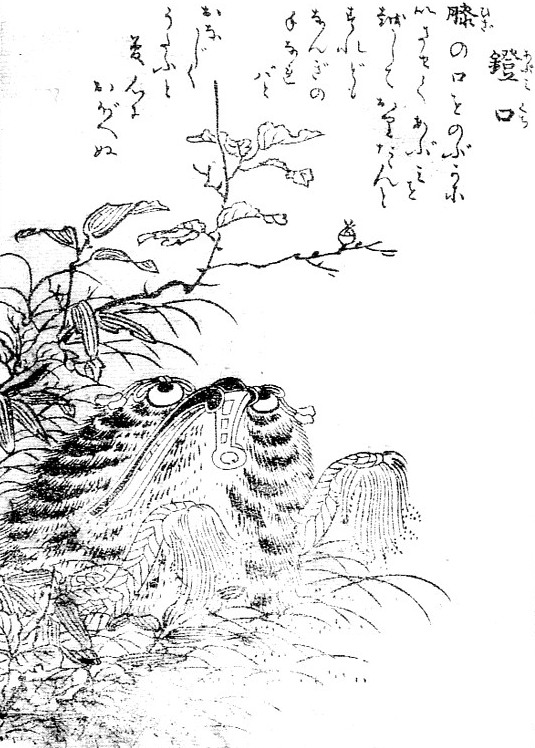
鐙口
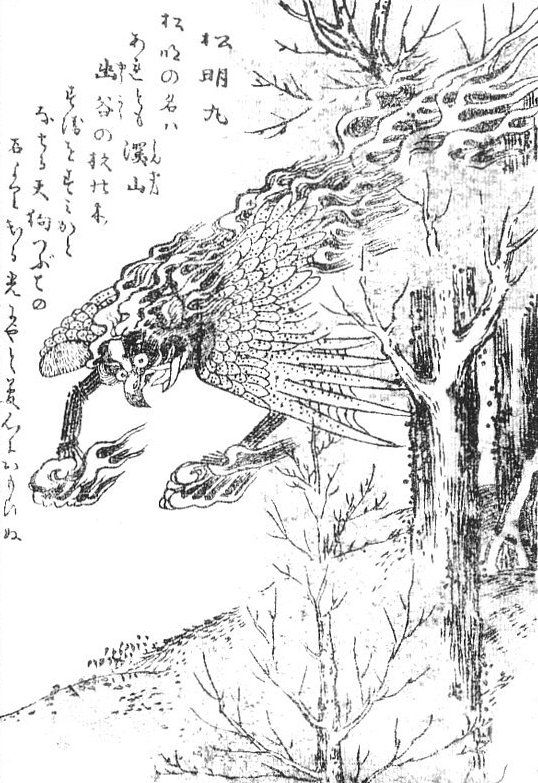
松明丸
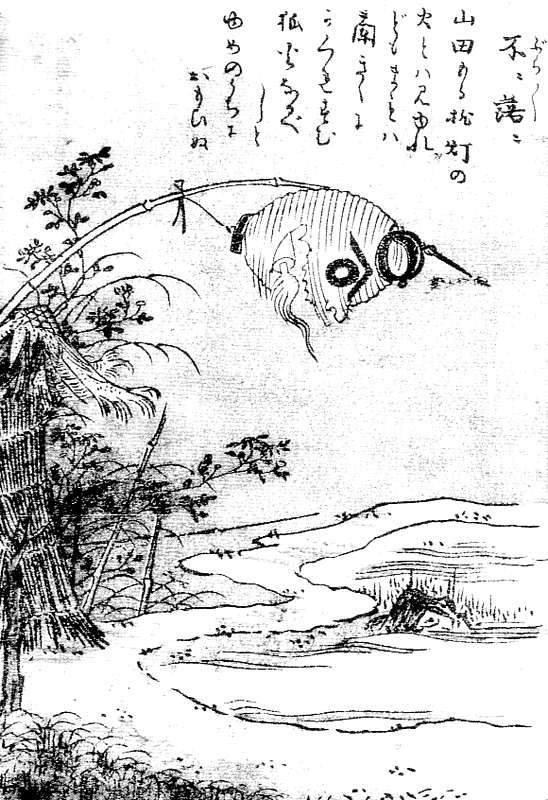
不落不落
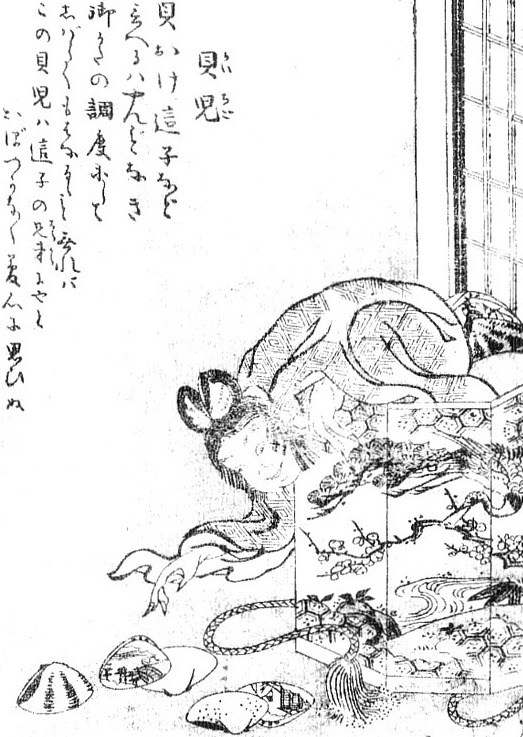
貝兒
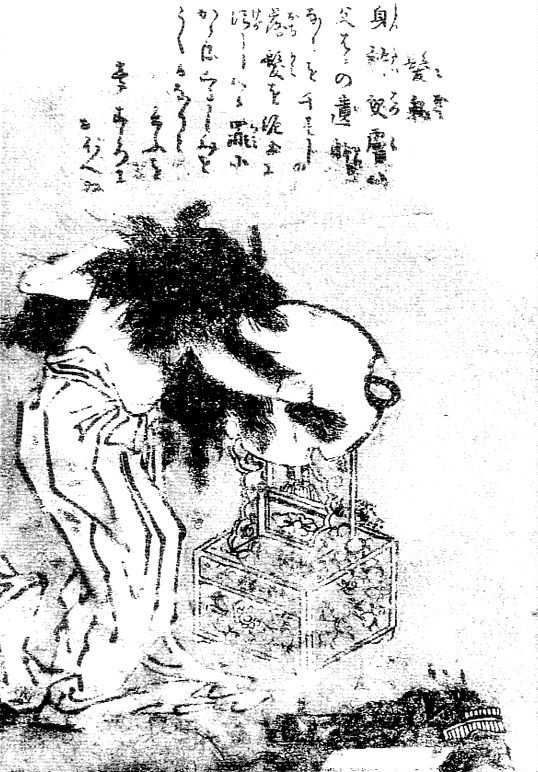
髪鬼
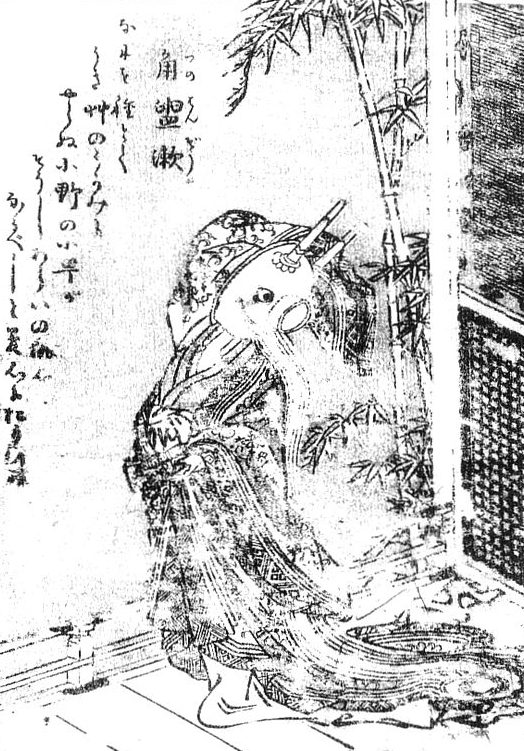
角盥漱
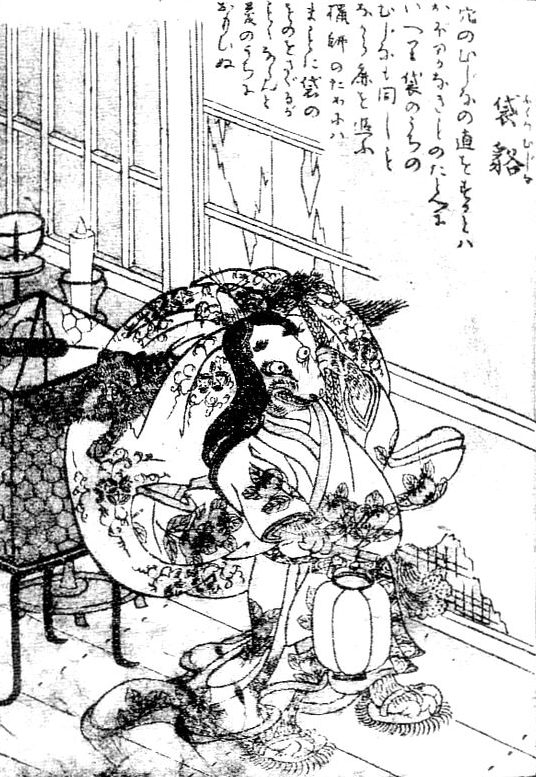
袋狢 人形的背著大袋子的狢類型的妖怪。
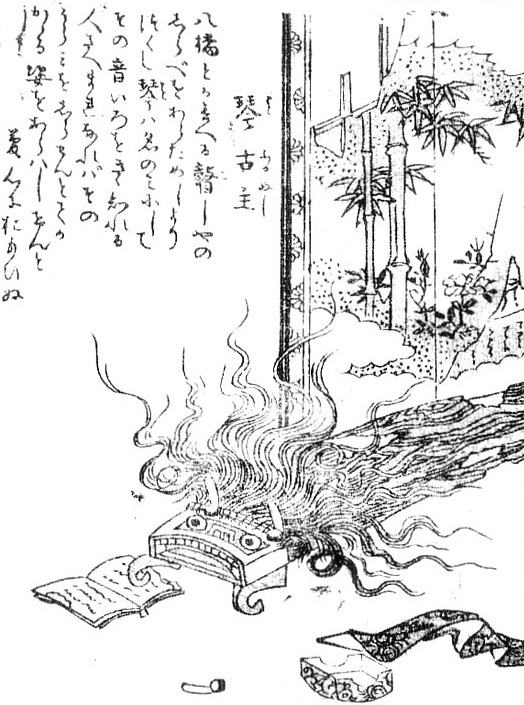
琴古主
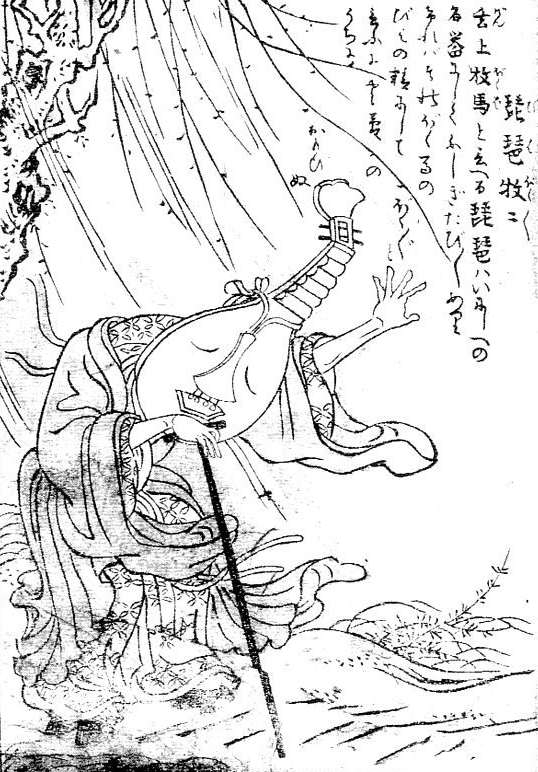
琵琶牧牧
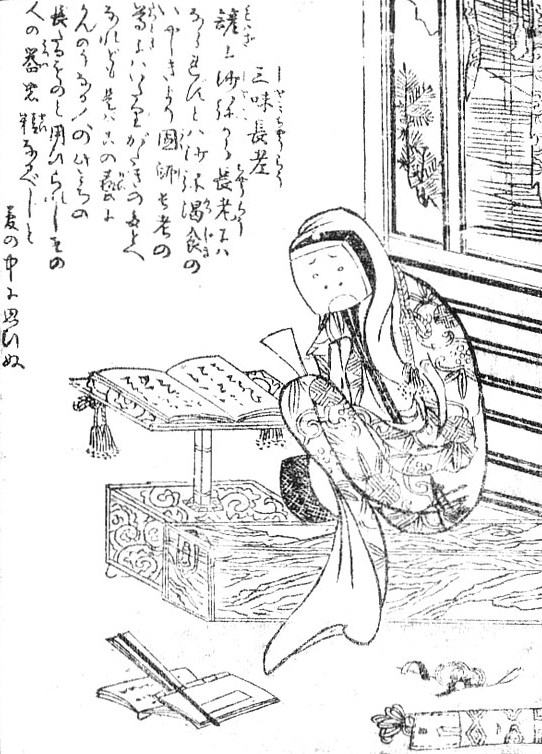
三味長老
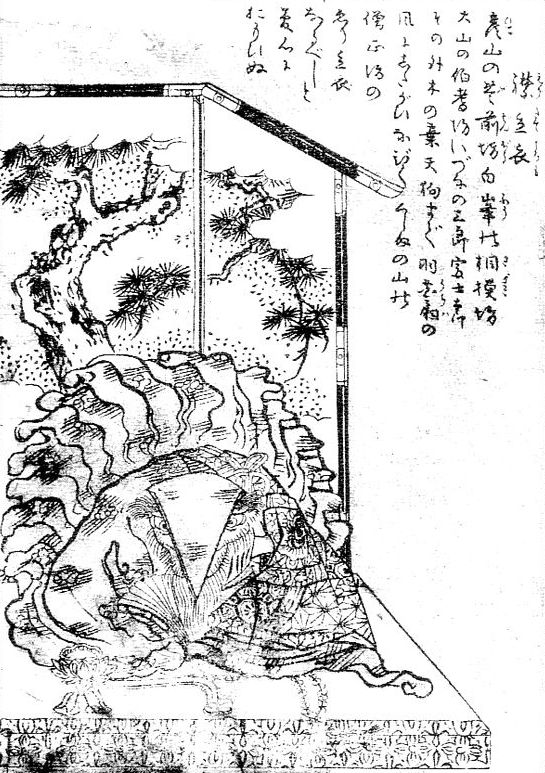
襟立衣
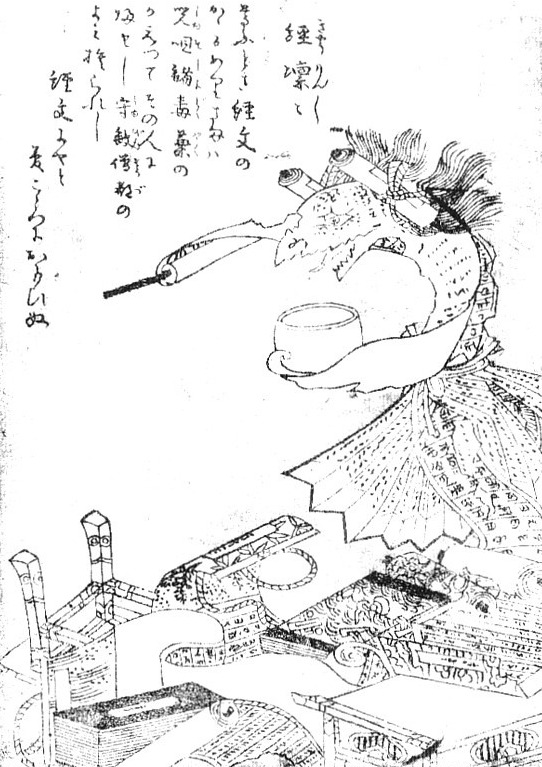
經凜凜
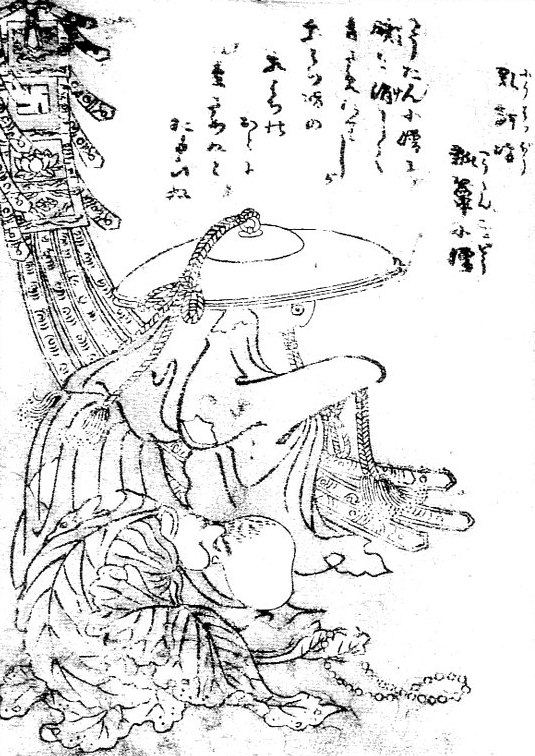
乳鉢坊，瓢簞小僧
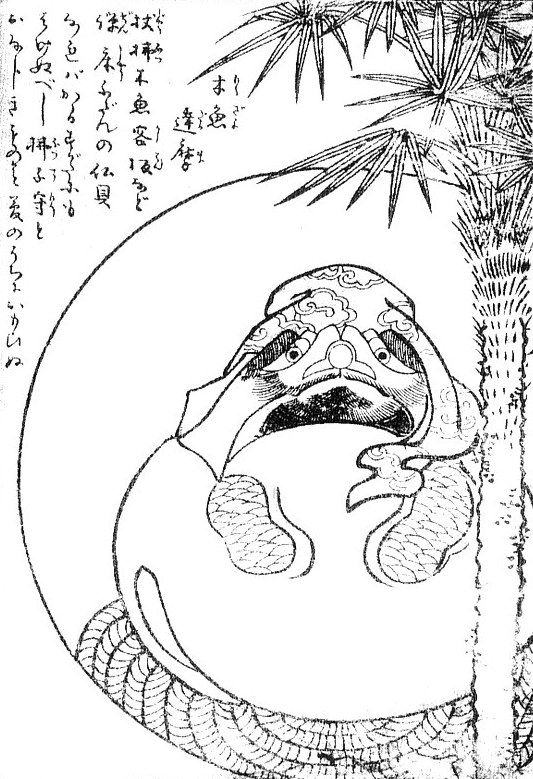
木魚達磨
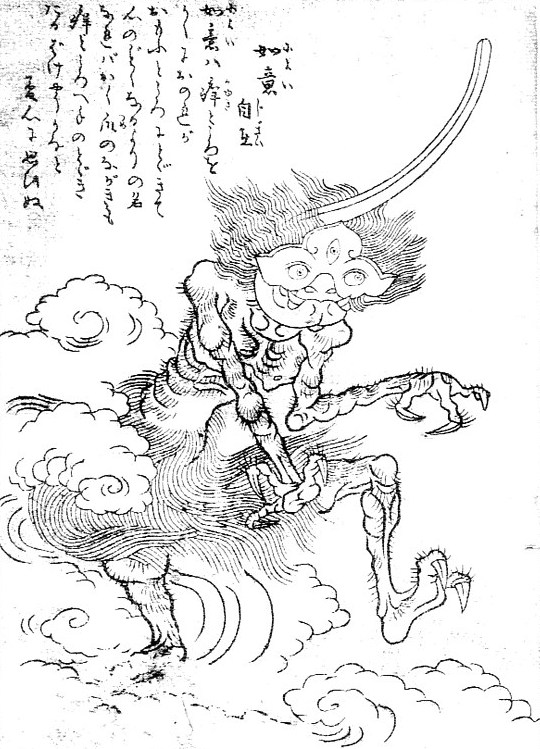
如意自在
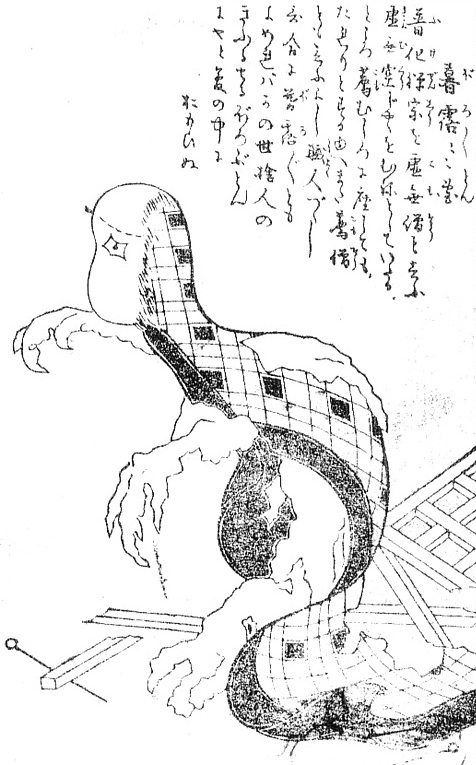
暮露暮露團
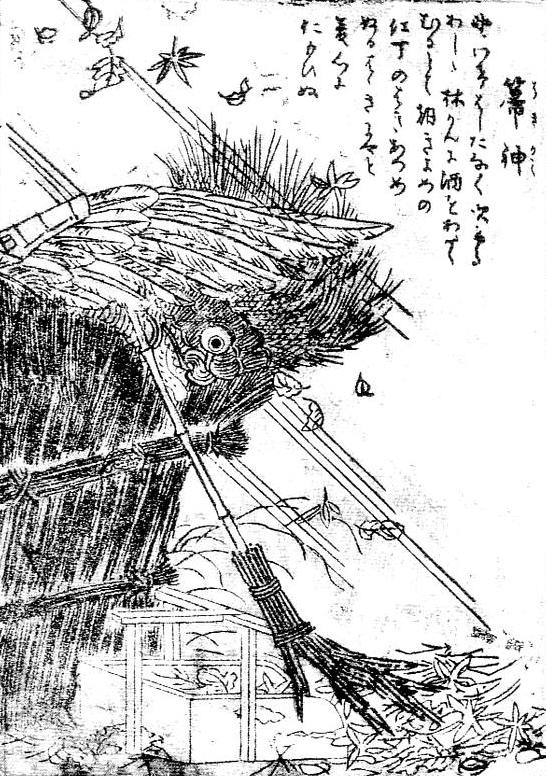
箒神 本來指民間的苕帚神，這裡描繪的是由常年使用的掃帚幻化的付喪神。
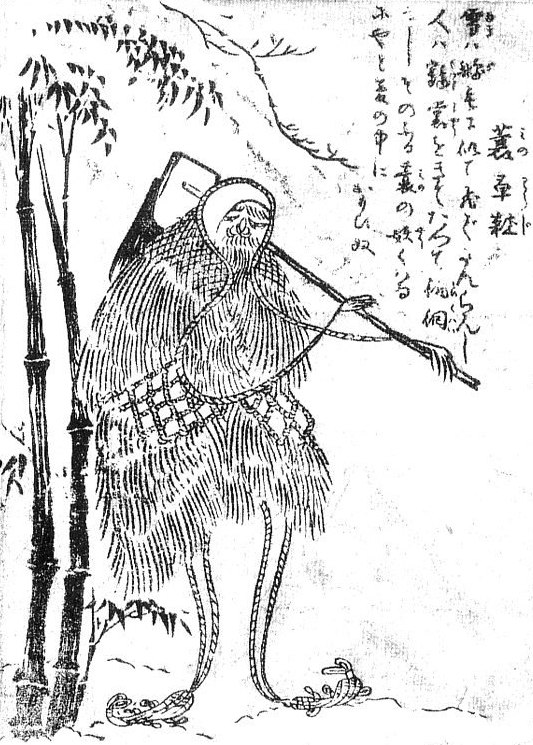
蓑草鞋

### 下

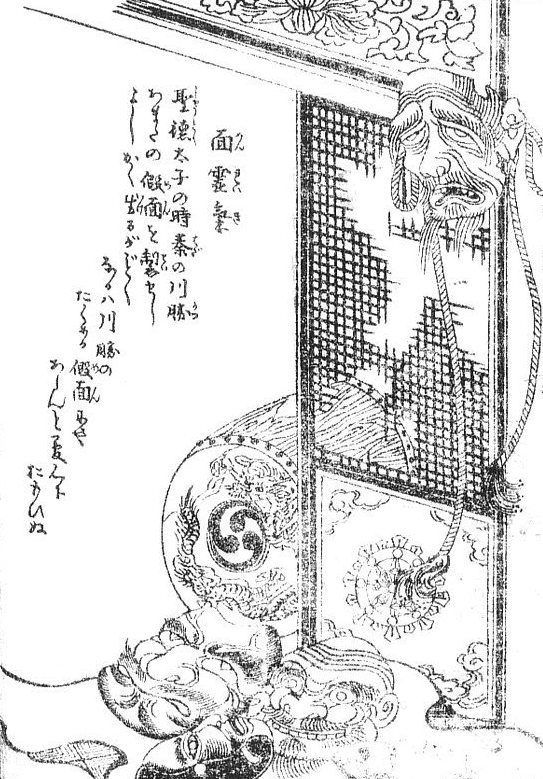
面霊氣
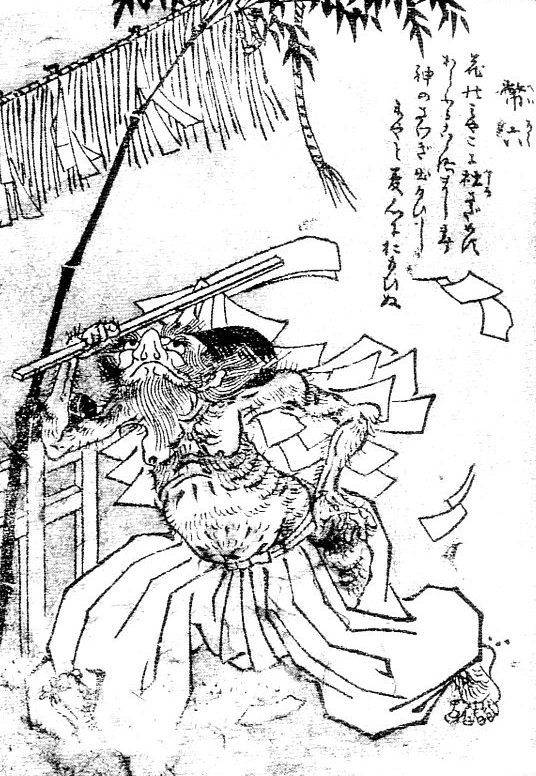
幣六
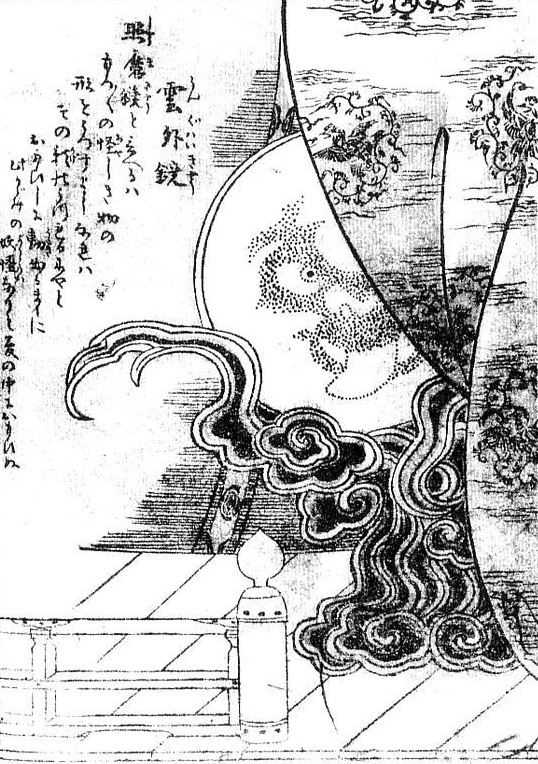
雲外鏡 鏡子歷經百年後幻化而成的妖怪。
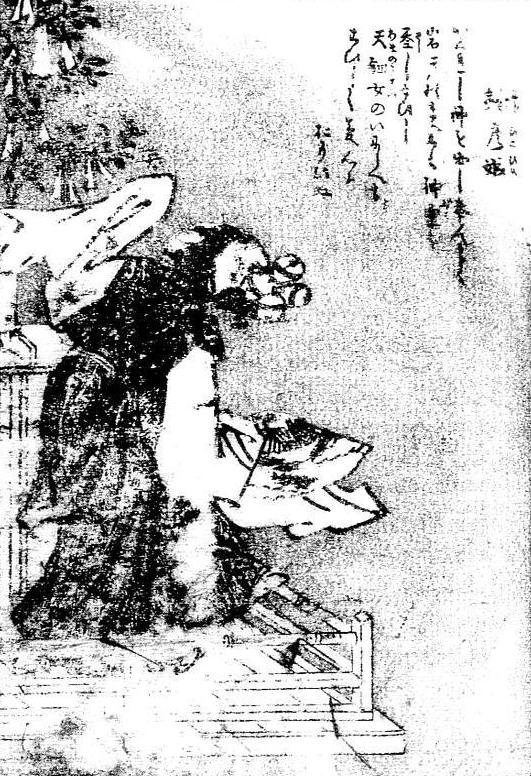
鈴彥姫
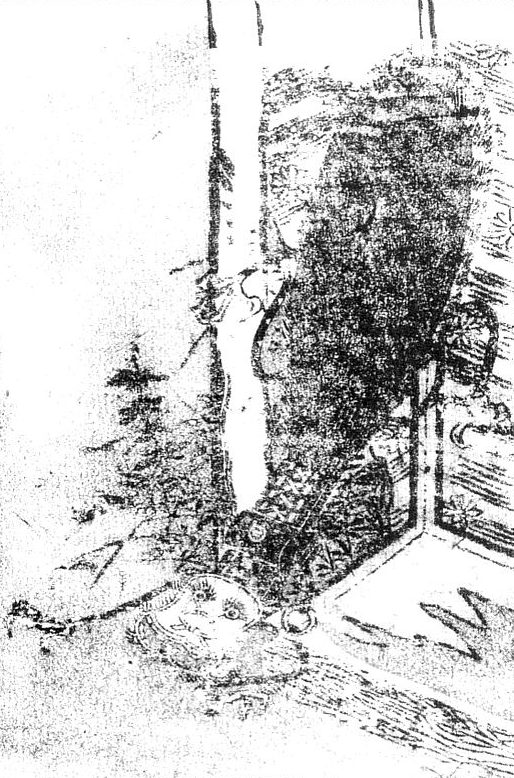
古空穗
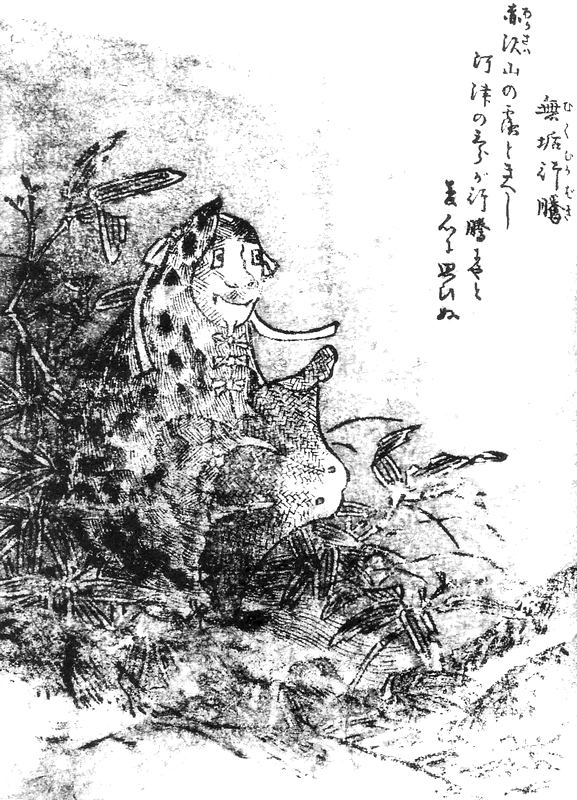
無垢行騰 曾我兄弟的父親，河津祐泰的行騰（むかばき，馬具）幻化的妖怪。
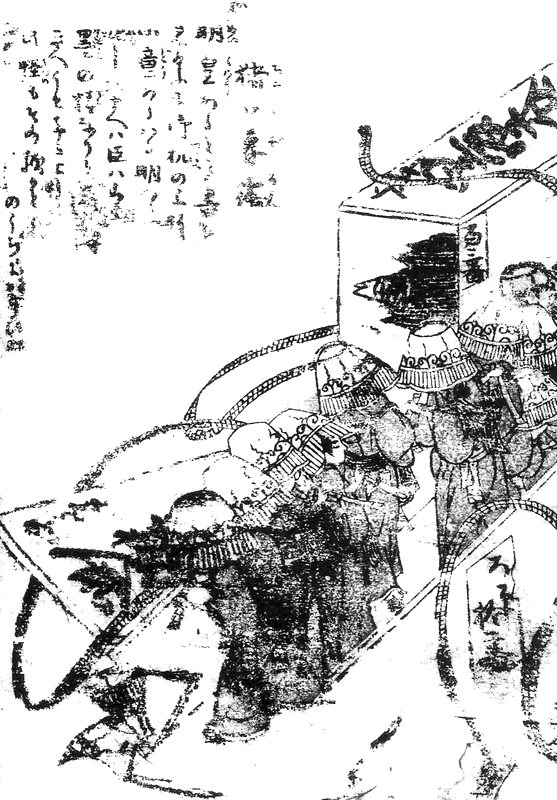
豬口暮露 名為豬口的日本器皿幻化而成的形為托鉢僧（暮露）的妖怪。
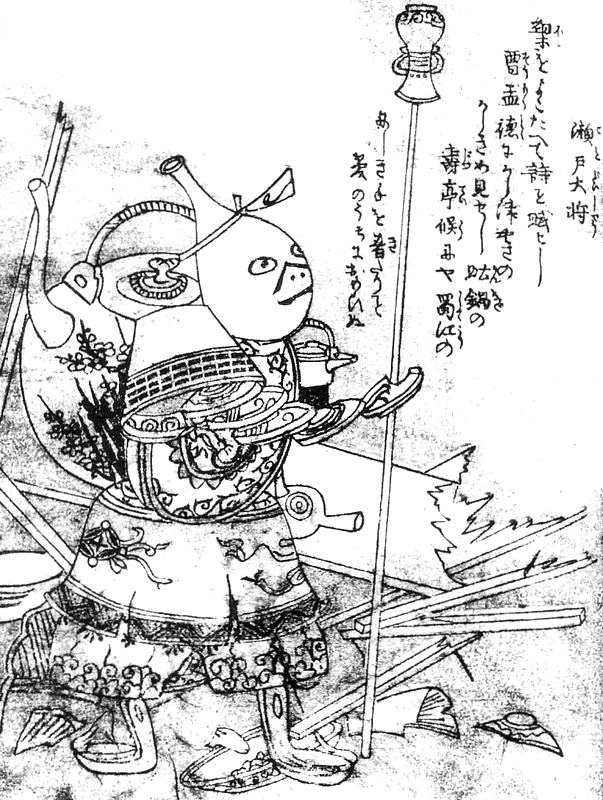
瀬戸大將
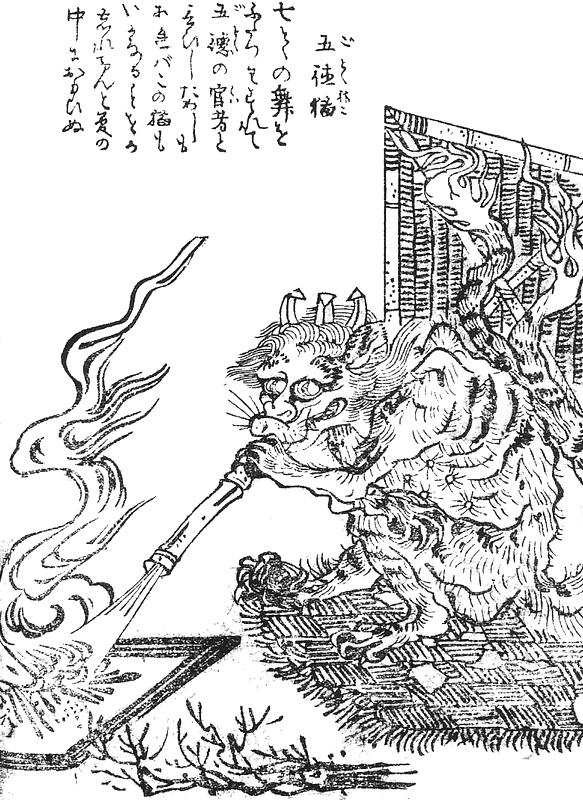
五德貓
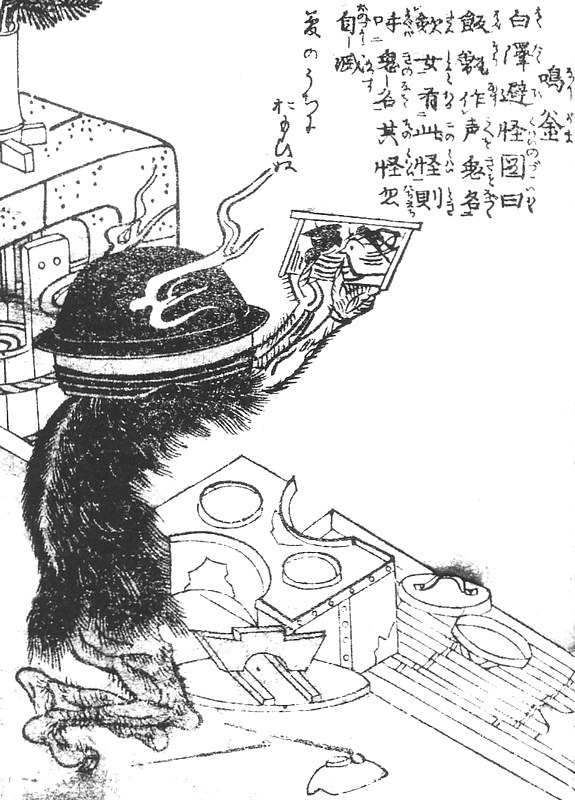
鳴釜
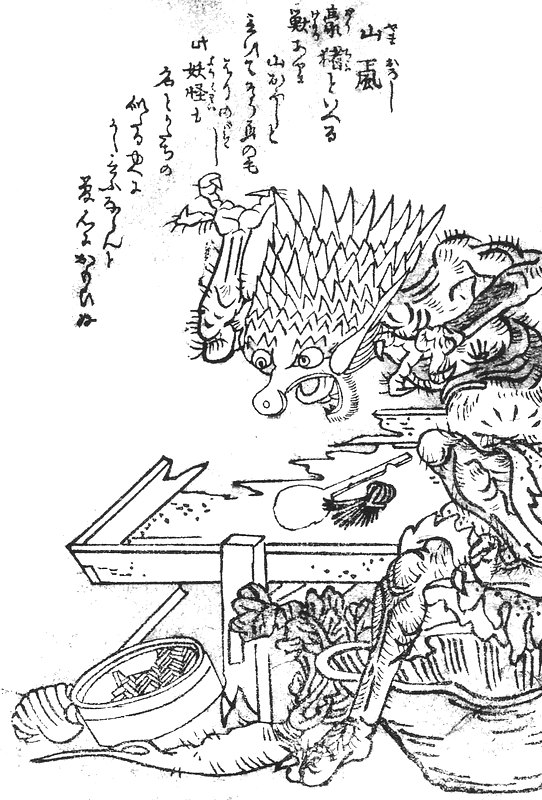
山颪
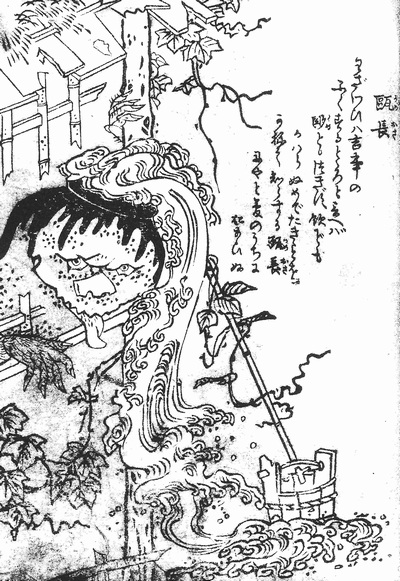
瓶長

## 腳註
1. ↑  香川雅信『江戸の妖怪革命』 河出書房新社、2005年、177頁。ISBN 978-4-309-22433-6

## 外部連結
- 百鬼夜行